# ІС-1
ІС-1 (рос. Иосиф Сталин) — важкий танк, розроблений в конструкторському бюро Челябінського Кіровського заводу в другій половині 1942 року під керівництвом Ж. Я. Котіна. За основу був узятий КВ-13, на базі якого виготовили два дослідних варіанти нової важкої машини ІС-1 та ІС-2.
Їх відмінність полягала в озброєнні: на ІС-1 стояла 85-мм гармата, на ІС-2 — 122-мм гармата-гаубиця. Перші дослідні зразки танків ІС мали п'ятикоткову ходову частину, виконану за типом ходової частини танка КВ-13, від якого також були запозичені обриси корпусу і загальна компоновка машини.

## Історія створення
Перший варіант важкого танка ІС-1 з 85-мм гарматою Д-5Т (ІС-85 або «Об'єкт 237») був розроблений влітку 1943 року на Челябінському Кіровському заводі під керівництвом провідного конструктора Н. Ф. Шашмуріна. Через збільшення маси танка і для забезпечення подальшого підвищення потужності озброєння довелося посилити ходову частину, додавши пару опорних ковзанок, і встановити досконаліший двигун. 7 серпня постановою ДКО танк ІС-1 (або ІС-85) прийнятий на озброєння, його серійне виробництво почалося в кінці жовтня.
При масі в 44 т, що незначно перевищувала масу танка КВ-1С, нова бойова машина мала товщу броню. Башта, лобова деталь, підбаштова частина корпусу і блок корми виконувалися литими. Установка малогабаритних планетарних механізмів повороту дозволила зменшити ширину корпусу ІС-1 на 18 см в порівнянні з КВ-1С.
На початку 1944 року виробництво танка ІС-1 було припинено.

## Технічні характеристики
Важкий танк ІС-1 мав класичне компонування. Відділення управління розташовувалося в носовій частині корпусу. У ньому розміщувалися сидіння механіка-водія, два паливних бака, приводи управління танком, контрольні прилади, два балони зі стисненим повітрям, центральний паливний кран, ручний паливний насос, кнопка електроспуску курсового кулемета і частина ЗІП. За сидінням механіка-водія в днищі був аварійний люк.
Бойове відділення розташовувалося за відділенням управління і займало середню частину корпусу танка. Тут знаходилися сидіння заряджального, навідника, командира танка, а також курсовий кулемет, основна частина боєкомплекту, акумуляторні батареї, обігрівачі, СКУ і частина ЗІП. По днищу бойового відділення проходили тяги приводів керування танком. Над бойовим відділенням, на дворядній кульковій опорі встановлювалася башта, в якій розміщувалися гармата і два кулемети, приціли і прилади спостереження, частина боєкомплекту, радіостанція, механізми повороту башти, вентилятор бойового відділення та частина ЗІП. Моторне відділення йшло за бойовим через перегородку. Всередині нього на кронштейнах встановлювався двигун. По обидві сторони від нього, по бортах, знаходилися: праворуч — паливний, ліворуч — масляний баки; над ними — масляні радіатори, а в передній частині моторного відділення, по бортах, — очищувачі повітря «мультициклони».
Трансмісійне відділення розташовувалося в кормовій частині танка. У ньому розміщувалися головний фрикціон, відцентровий вентилятор, коробка передач, планетарні механізми повороту і бортові передачі. У перегородці між моторним і трансмісійним відділеннями, над вентилятором, встановлювалися водяні радіатори.
Корпус танка являв собою жорстку броньовану зварену коробку з литої і вальцованої броні. Литі деталі корпусу — носова частина і підбаштова коробка. Днище, борти, корми і дах корпусу — вальцовані.
У верхньому лобовому листі був змонтований оглядовий люк-пробка механіка-водія. У передній частині даху корпусу були два перископічних оглядових прилади, що призначалися для спостереження за місцевістю при закритому люку-пробці. Доступ до відділення управління був можливий тільки через люки башти.
У підбаштову коробку вварений підбаштовий пояс, до якого кріпився нижній погон вежі. Поглиблене розташування цього поясу виключало можливість її заклинювання.
До нижніх вертикальних бортових листів корпусу зовні з обох сторін приварювалися шість кронштейнів торсіонних валів, шість упорів для обмеження ходу опорних ковзанок, по три бонки для кріплення підтримуючих котків і по дві бонки для брудоочисників, цапфа і стопор для монтажу натяжного механізму. У задній частині корпусу кріпився картер бортової передачі.
Корми корпусу складалася з трьох похилих листів — верхнього, середнього і нижнього. При цьому середній лист був виконаний відкидним на петлях, верхній — знімним, а нижній приварюється до бортів і днища корпусу.
У травні 1944 року носова частина корпусу була змінена, при цьому люк-пробку механіка-водія замінили оглядового щілиною зі склоблоків.
Башта — лита, обтічної форми. У її лобовій частині була амбразура, яка зачинялася рухомим бронюванням з трьома отворами для гармати, спареного з нею кулемета і телескопічного прицілу. У задній частині башти з лівого боку перебував приплив, де кріпилася кульова установка кормового кулемета. По бортах вежі були люки для стрільби з особистої зброї, що закриваються броньовими заглушками.
У дах була вварена командирська башточка з вхідним люком і шістьма оглядовими щілинами. Праворуч від командирської башточки був люк для посадки і висадки екіпажу. Башта приводилася до обертання електричним поворотним механізмом або вручну. При роботі електропривода максимальна швидкість повороту башти досягала 2,4 об / хв.

## Озброєння
На ІС-1 встановлювалася 85-мм гармата Д-5Т (або Д-5-Т85) з довжиною ствола 48,8 калібру (за іншими даними — 52 калібри). Маса гармати — 1530 кг. Гранична довжина відкоту — 320 мм. Вертикальне наведення — в межах від −5 до 25 град. Гармата мала клиновий затвор і напівавтоматику копірного типу. Противідкатні пристрої гармати складалися з гідравлічного гальма відкату й гідропневматичного накатника і розташовувалися над стволом: з правого боку — накатники, з лівого — гальмо відкату. Постріл з гармати проводився електроспуском, кнопка якого знаходилася на рукоятці маховика підйомного механізму.
У танку встановлювалися три 7,62-мм кулемети ДТ, з них два у башті і один курсовий — в корпусі. Один з кулеметів, розміщених у башті, був спарений з гарматою, інший — змонтований у кульовій установці в кормовому листі. Курсовий кулемет жорстко закріплювався паралельно осі танка у ввареному в корпус патрубку.
Для ведення стрільби прямим наведенням з гармати Д-5Т і спареного з нею кулемета застосовувалися телескопічний приціл ЮТ-15 і перископічний приціл ПТ4-15. Для стрільби по закритим цілям гармата дообладналася бічним рівнем.
На кормовому кулеметі передбачалася установка снайперського оптичного прицілу типу ПУ. Боєкомплект ІС-1 складався з 59 пострілів (унітарні патрони 53-УО-365 з осколковою гранатою і 53-УБР-365 з бронебійно-трасуючими снарядами) і 2520 патронів до кулеметів. Постріли вкладалися у башті, в корпусі ззаду передніх паливних баків, у підбаштовій коробці і в ящиках на днищі бойового відділення.

## Двигун
На танку встановлювався 12-циліндровий чотиритактний безкомпресорний дизель В-2ІС (В-2-10) потужністю 520 к.с. при 2000 об / хв. Діаметр циліндра 150 мм. Хід поршнів лівої групи 180 мм, правої — 186,7 мм. Циліндри розташовувалися V-подібно під кутом 60 град. Ступінь стиснення 14 — 15. Маса двигуна 1000 кг.
Паливо — дизельне, марки ДТ або газойль марки «Е» з ОСТ 8842. Загальна ємність трьох паливних баків 520 л. Ще 300 л перевозилося в трьох зовнішніх баках, не підключених до системи живлення. Подача палива примусова, з допомогою дванадцятиплунжерного паливного насоса НК-1.
Система мастила — циркуляційна, під тиском. Циркуляція масла здійснювалася шестерним трисекційним масляним насосом (одна секція нагнітальна, дві відкачувальні). У бак системи змащення був вбудований циркуляційний бачок, що забезпечував швидке прогрівання масла і можливість користуватися методом розрідження масла бензином.
Система охолодження — рідинна, закрита, з примусовою циркуляцією. Радіаторів — два, пластинчато-трубчастих, підковоподібної форми, встановлених над відцентровим вентилятором. Для підігріву охолоджувальної рідини до системи підключалися два бачки калорифера пристрою термосифонного обігріву. Вони підігрівалися керогазом. Для очищення повітря, що надходить у циліндри двигуна, на танку встановлювалися два повітряочисники марки ВТ-5 типу «мультициклони». У головки повітроочисників були вбудовані форсунки і свічки запалювання для підігріву всмоктуваного повітря взимку.
Пуск двигуна здійснювався інерційним стартером, що мав ручний і електричний приводи, або за допомогою балонів зі стиснутим повітрям.
Трансмісія складалася з багатодискового головного фрикціону сухого тертя (сталь по ферродо), коробки передач, планетарних механізмів повороту та бортових передач.
Коробка передач — чотириходова, восьмишвидкісна, з демультиплікатором. Механізми повороту — двоступінчасті, планетарні, з блокувальними фрикціонами, розташовані на кінцях головного валу коробки передач. Бортові передачі — двоступеневі, з планетарними парами. З'єднання механізмів повороту з бортовими передачами здійснювалося за допомогою зубчастої муфти напівтвердого з'єднання.

## Ходова частина
Ходова частина танка з одного борту складалася з шести здвоєних литих опорних ковзанок діаметром 550 мм. Підвіска — індивідуальна торсіонна. Тягові колеса заднього розташування мали два знімних зубчастих вінця по 14 зубів кожен. Зачеплення цівочне. Напрямні колеса — литі, з кривошипним механізмом натягу гусениць. Гусениці сталеві, дрібноланкові, з 86 одногребневих траків кожна. Траки штамповані, шириною 650 мм, крок трака 162 мм.

## Електрообладнання
Електрообладнання було виконано за однопровідною схемою. Напруга 24 і 12 В. Джерела: генератор ГТ-4563А потужністю 1 кВт, дві акумуляторні батареї 6-СТЕ-128 ємністю 128 А.ч кожна. Споживачі: електромотор інерційного стартера СА-189 потужністю 0,88 кВт, електромотор повороту башти, радіостанція і ТПУ, електромотор вентилятора, контрольні прилади, лампи освітлення шкал і перехресть прицілів, прилади звукової сигналізації, апаратура внутрішнього і зовнішнього освітлення, електроспуски гармати і кулеметів.

## Обладнання зв'язку
Усі танки ІС оснащувалися приймально-передавальною симплексною телефонно-телеграфною радіостанцією 71-ТК-3, 10Р або 10РК і внутрішнім переговорним пристроєм ТПУ-4-бісФ на чотири абоненти.